# Cyclophora mauretanica
Cyclophora mauretanica là một loài bướm đêm trong họ Geometridae.